# Finse Grondwet
De Grondwet van Finland legt vast hoe de Finse regering wordt gevormd en werkt en wat de grondrechten van de in Finland verblijvende individuen zijn. De oorspronkelijke grondwet werd geschreven en van kracht in 1919 na de Onafhankelijkheidsverklaring van Finland in 1917.  De huidige constitutie stamt uit maart 2000.
Het juridische en grondwettelijke systeem is het mikpunt van veel critici, omdat er in Finland geen scheiding van de machten is. De rechtbanken kunnen wetten niet ongrondwettelijk verklaren (Nederland en Groot-Brittannië zijn de enige twee andere Europese landen zonder constitutionele rechtbank). De grondwet verleent aan het Hooggerechtshof echter wel de autoriteit om een rechtszaak onconstitutioneel te verklaren.